# فيماريل

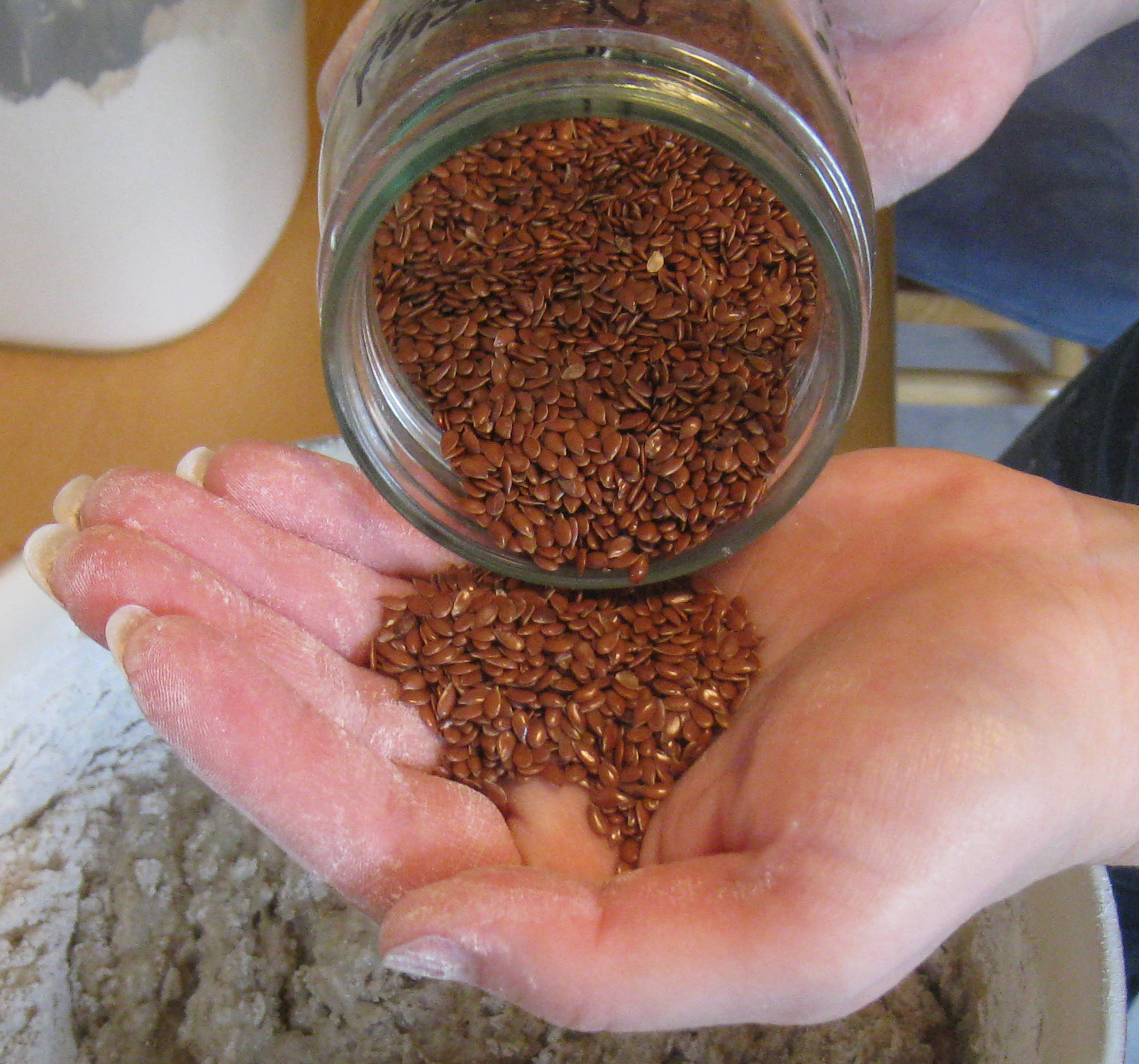
احد مكونات الفيماريل بذور الكتان

فيماريل هو مكمل غذائي يتكون من مزيج مستخلص التوفو ومسحوق بذور الكتان، والذي قد يكون بمثابة مُعدِّل انتقائي لمستقبلات هرمون الاستروجين. في عام 2008 قدم طلب إلى الهيئة الأوروبية لسلامة الغذاء لتسويق الفيماريل مع مطالبة صحية، أي أنه يمكن أن يقلل من خطر الإصابة بهشاشة العظام واضطرابات العظام الأخرى، وجدت الهيئة الأوروبية لسلامة الأغذية أن "الغذاء/ المكون الذي قدمت المطالبة بشأنه، أي الفيماريل، لم يوصف بشكل كافٍ وأنه لم يحدد علاقة السبب والنتيجة بين استهلاك فيماريل وزيادة كثافة المعادن بالعظام، وزيادة تكوين العظام، أو انخفاض خطر الإصابة بهشاشة العظام أو اضطرابات العظام الأخرى لدى النساء بعد سن اليأس.
اختبر الفيماريل في تجارب سريرية صغيرة. درس أحدهم تأثيره على الأنسجة المبطنة للمهبل، وآخر على تخفيف الهبات الساخنة في سن اليأس، ودرس آخر على خطر التسبب في جلطات الدم، وهو العلاج باستخدام الهرمونات البديلة. بينما كانت النتائج واعدة، كانت الدراسات صغيرة جدًا وقصيرة جدًا في المدة التي يمكن من خلالها استخلاص النتائج.